# Psilota shannoni
Psilota shannoni är en tvåvingeart som beskrevs av Goot 1964. Psilota shannoni ingår i släktet sotblomflugor, och familjen blomflugor. Inga underarter finns listade i Catalogue of Life.